# Regalmeter
Der Regalmeter (abgekürzt: Rm; auch Laufender Meter, lfm oder lfd. m) ist eine Maßeinheit in Bibliotheksmagazinen, Archiven und in der Lagerhaltung. Ein Regalmeter entspricht einer Lagerfläche von einem Meter Breite; Tiefe der Fläche und Höhe des Stauraums werden dabei nicht berücksichtigt. Eine weitere, in der Branche übliche Definition besagt, dass ein laufender Meter Akten aus zwölf aneinandergereihten DIN-A4-Standardaktenordnern mit 8 cm Rückenbreite besteht. Diese füllen in Standardregalsystemen genau ein Fach von 1 Meter Breite aus.
Archivalien und Buchbestände werden oft nicht nach Stückzahl gemessen, sondern nach dem Raum, den sie im Regal einnehmen. Bei Archivalien hat dies unter anderem den Grund, dass eine genaue Zählung der gelagerten Dokumentenmenge zu aufwendig wäre. Bei Archivalien werden die aneinandergereihten Aktenordner oder Kartons bzw. Behälter gemessen, in denen sich die gelagerten Akten, Dokumente u. Ä. befinden. Die Anzahl der Dokumente oder Bücher, die ein Regalmeter umfasst, schwankt daher stark.
Eine alternative Maßeinheit ist die Akteneinheit (AE) oder Kapsel (Kps). Bei Büchern werden die Regalmeter an der Breite über Rücken bemessen.